# Максимович Георгій Андрійович
Максимович Георгій Андрійович (2 травня 1877, Мена, Чернігівська губернія — початок XX століття, по різних даних — 1954 чи 1970, Нальчик, Кабардино-Балкарія) — приват-доцент, магістр російської історії, доктор наук, професор історії. Закінчив історико-філологічний факультет Київського університету (1905), з 1909 року працював у Ніжинському інституті князя Безбородька, а з 1919 року — в Ніжинському історико-філологічному інституті.

## Життєпис
Уродженець Північної Чернігівщини, син сільського землеміра.
Отримав освіту в Київському університеті св. Володимира, був учнем знаного історика М.В. Довнар-Запольського, протягом лише п’яти років спромігся захистити спершу магістерську, а потім і докторську дисертацію.
1908 року склав магістерський іспит, був допущений до читання лекцій як приват-доцент у Київському університеті. Згодом викладав у ніжинському інституті, де й отримав посаду професора, навіть недовгий час був в.о. директора навчального закладу.
Дійсний член Полтавської губернської вченої архівної комісії.
1914 року захистив магістерську дисертацію: «Деятельность графа П. А. Румянцева-Задунайского по управлению Малороссией».
В 1918 році захистив докторську дисертацію: «Выборы и наказы в Малороссии в Законодательную Комиссию 1767 г.».
На початку 1920-х Г.А. Максимович уже був знаним українським істориком, дослідником історії України-Гетьманщини XVIII ст., шанованим професором, науковим керівником кількох молодих істориків, яких виплекав ще з їхньої студентської лави. 
Г.А. Максимович був одним із ініціаторів й натхненників розділення вивчення та викладання російської й української історії, позаяк до початку ХХ ст. історія Україні розглядалася як невід’ємна частина єдиного потоку вітчизняної (тобто російської) історії. Він підхопив ідею всебічного структурного вивчення минулого українських земель як окремої й історично самодостатньої території, розпочату київським професором В.Б. Антоновичем і його учнями – Д.І. Багалієм, М.С. Грушевським, М.В. Довнар-Запольським, В.Г. Ляскоронським й іншими.
1922 — в. о. директора Ніжинського інституту народної освіти.
М.С. Грушевський свою універсальну «Історію України-Руси» довів до середини XVII ст. Г.А. Максимович спробував продовжити цю справу. Проте, будучи послідовником ідеї соціально-економічного вивчення історії України, він убачав вивчення суспільства доби існування української козацької держави як структурного явища, розподіливши дослідження за напрямами: політико-адміністративним, суспільно-становим, економічно-господарським, культурно-освітнім. Задля реалізації наміченої програми планував залучити талановиту наукову молодь – передусім своїх учнів, випускників ніжинського вищу останнього десятиріччя – В.В. Дубровського, М.Н. Петровського, В.С. Євфимовського, А.Г. Єршова, В.А. Фесенка, О.Г. Максимовича (останній – це син професора, який також навчався в Ніжині). Усі вони опинилися «під крилом» свого наукового наставника й учителя в якості аспірантів щойно створеної на початку 1922 р. Ніжинської науково-дослідної кафедри історії культури та мови, де Г.А. Максимович очолив секцію російської та української історії. Однак, на жаль, реалізувати цей задум повною мірою не вдалося. Сталася подія, яка назавжди перекреслила плани вченого.
Уже наступного 1923 р. відбувся фактичний розгром аспірантури кафедри. Всіх, крім одного, аспірантів звільнили під формальним приводом несвоєчасного складання іспиту з т.зв. соціально-економічного мінімуму. Цей іспит якраз того року й запровадили, щоб прибрати з наукових установ «небажані соціальні елементи» – вихідців із духовенства, дворянства, дітей дореволюційної професури тощо. 
Більше того: тематику досліджень і співробітників, і аспірантів ніжинської кафедри оголосили непотрібними для пролетарської держави, невідповідними вимогам революційного часу, а саму науково-дослідну установу взагалі позбавили державного фінансування. Відтак, Г.А. Максимович залишився сам-на-сам із своїми науковими планами. Учні змушені були або змінювати вид діяльності, або перелаштовувати наукові інтереси, виходячи з нових обставин. Єдиний, хто не зрадив вчителеві до кінця – А.Г. Єршов. Він довів до завершення розпочате дослідження з економічної історії України-Гетьманщини, й надалі працював у цьому ж напрямові. Щоправда, потому за це поплатився – на початку 1930-х рр. був розстріляний як ворог народу…
І хоча досить швидко вдалося відновити діяльність кафедри і аспірантури зокрема, – час уже було втрачено. Тверезо оцінивши ситуацію, Г.А. Максимович вирішив полишити Ніжин і переїхати до іншого міста. Вибір припав на Сімферополь, куди переїхав у 1924. Ще з юності майбутній професор страждав на легеневу хворобу, лікарі радили змінити клімат на більш теплий і сухий. У нагоді стало й запрошення на викладання від щойно створеного Кримського педагогічного інституту, де викладав протягом 1924–1933 рр.
На початку у Криму життя, нібито, склалося. Він поринув у викладацьку діяльність, долучився до науково-організаційної й громадської роботи. До того ж, син Олексій за півроку навесні 1925 р. також переїхав до батька, також почав викладати, згодом став чиновником у одному із закладів управління народною освітою. Своєрідною платою за спокій стала неможливість досліджувати попередню наукову тематику – цілком інший регіон зі своєю унікальною історією, інші дослідницькі пріоритети, відсутність потрібних джерел тощо.
І зовсім скоро доля знову поставила професора перед вибором: після смерті його київського вчителя М.В. Довнар-Запольського офіційна радянська наука почала громити створену ним наукову школу – огульно засуджувати його погляди і цькувати учнів і послідовників. В 1932–1933 піддається нищівній критиці за «методологічні помилки». Г.А. Максимович мав виправдовуватися, що його наукова діяльність цілком лояльна до нової влади і її ідеології. Але гірше – аби вигородити себе, він мав таврувати колег і друзів. Не бажаючи брати в цьому участі й не чекаючи, поки ситуація стане безвихідною, колишній ніжинський, а тепер сімферопольський професор знову наважується на переїзд. У 1934 р. віднаходимо його аж в Середній Азії, у Ашгабаді – професором Туркменського педагогічного університету.
Однак, і тут щось пішло не так: за чотири роки – він уже професор Азербайджанського державного університету в Баку, ще за рік – професор і завідувач кафедри Середньоазійського державного університету в Ташкенті, де затримався довше, адже це були якраз роки Другої світової війни, й «викручувати руки» старій університетській професурі на якийсь час припинили.
У 1946 р., під приводом потреби покращити погане здоров’я, Г.А. Максимович знову переїздить – на Північний Кавказ до курортного П’ятигорська, де професорує в місцевому педагогічному інституті. Тут його спіткало непорозуміння іншого штибу: під час спішного переїзду з Ташкенту були втрачені документи, що підтверджували його докторський ступінь. Запит до Києва щодо підтвердження диплому місцеві чиновники від науки розглядати відмовилися, бо докторську дисертацію Г.А. Максимович захищав ще до революції… Не допомогло й втручання колишнього учня – М.П. Петровського, який тоді був членом-кореспондентом АН УРСР. На диво – що відмовилися зробити в Києві, зробили в Москві – ВАК СРСР без зайвих запитань підтвердив докторський ступінь літньому професорові.
Наостанок – в П'ятигорську також не дали спокійно жити й працювати. Щоправда, вже через обставини, які не торкалися особистості Г.А. Максимовича. Навчальний заклад перепрофілювали в суто філологічний і фаховому викладанню історичних дисциплін у навчальних програмах вже не було місця. Натомість, у Нальчику – столиці Кабардино-Балкарського автономного округу – була філія П’ятигорського педагогічного інституту, яка після реформування набула самостійності й стала окремими педагогічним інститутом. Ось тут і зустрів закінчення свого земного шляху колишній ніжинський професор, який майже пів життя намагався випередити долю бодай на один крок.